# St. Andreas (Ummerstadt)

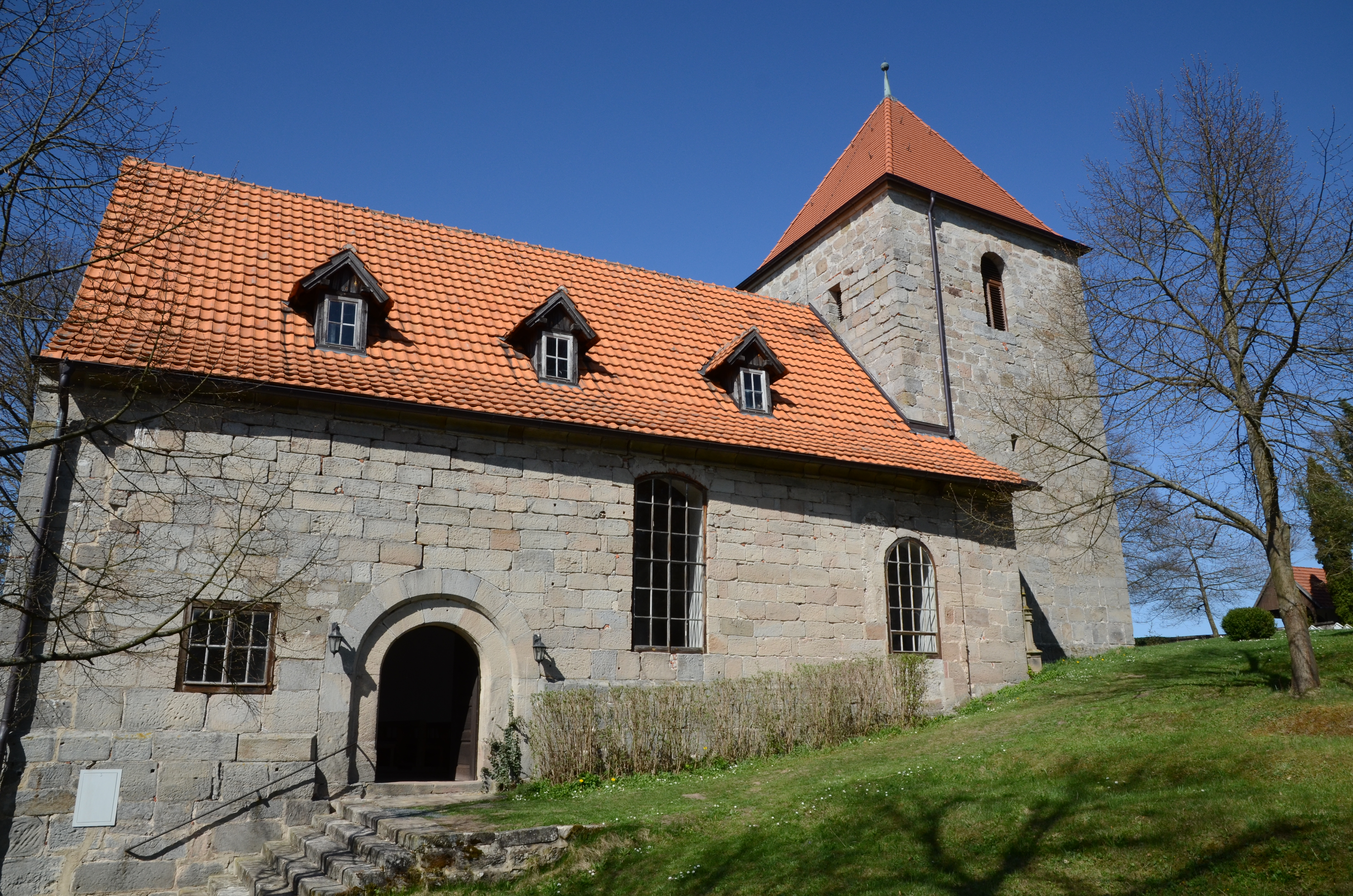
St. Andreas in Ummerstadt

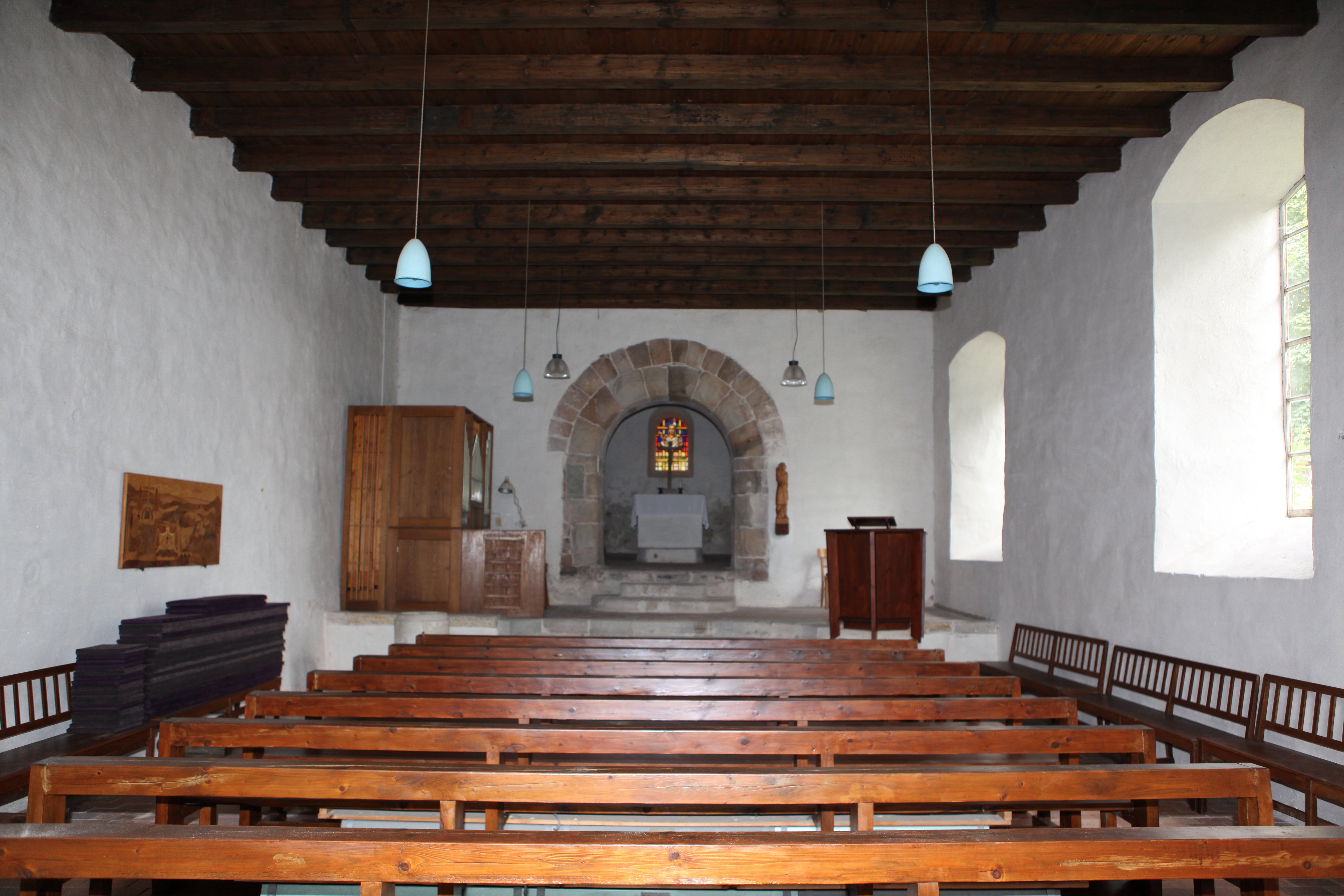
Innenraum

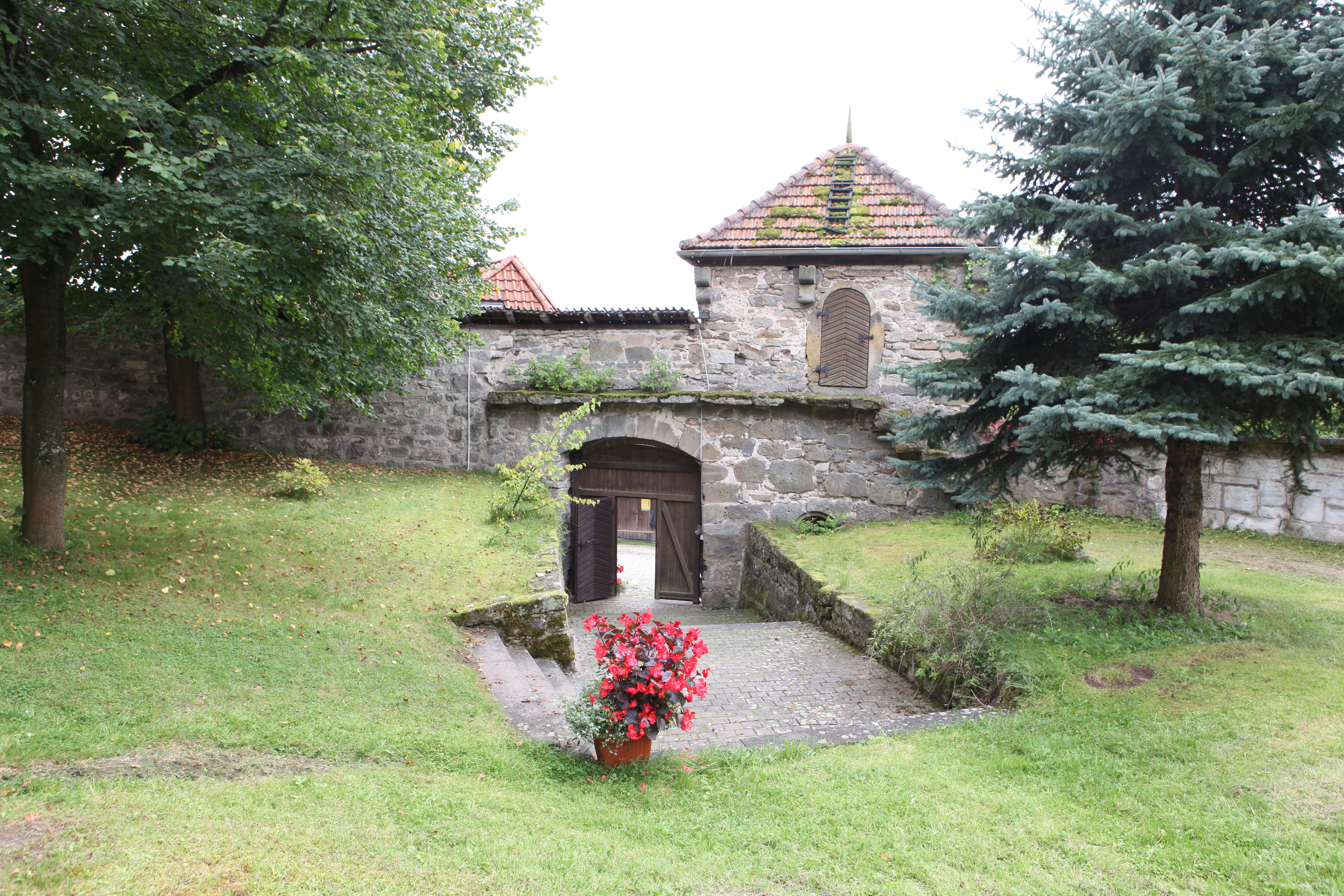
Wehrturm

Die evangelisch-lutherische Kirche St. Andreas in Ummerstadt, einer Gemeinde im Landkreis Hildburghausen (Thüringen), wird in ihrem Kern auf das 6. bis 8. Jahrhundert datiert. Das denkmalgeschützte Bauwerk ist die älteste Wehrkirche im Freistaat Thüringen.

## Geschichte
Die Berg- oder Oberkirche St. Andreas befindet sich an einem Hang oberhalb der Rodach. Ursprünglich sollen sich hier schottische Mönche angesiedelt haben. Die Kirche ist romanischen Ursprungs. Der Kirchturm soll bereits 1222 gestanden haben. Ein Geistlicher der ersten Pfarrkirche Ummerstadts wurde erstmals 1290 erwähnt. Im Mittelalter eine Heldburger Tochterkirche wurde St. Andreas 1448 wieder selbstständige Pfarrkirche und 1528 schließlich Filialkirche der neuen Stadtkirche St. Bartholomäus. Im 16. Jahrhundert wurde der Friedhof im Kirchhof angelegt und die Andreaskirche eine Friedhofskirche. Umgestaltungen fanden 1586 und 1620 statt. 1835 erfolgten Umbauten am Kirchturm und 1850 am Kirchenschiff. 1861 beschädigte ein Blitzeinschlag das Gotteshaus schwer. Anfang April 1945 schoss die US-amerikanische Artillerie den damals 46 Meter hohen Kirchturm und einen Teil des Kirchenschiffes in Brand. Nach dem Wiederaufbau der Kirche mit dem heutigen, deutlich niedrigeren Turm erfolgte am 26. Mai 1960 die Wiedereinweihung.

## Gestaltung
Der Turm der Andreaskirche war der Mittelpunkt einer gadenbefestigten Kirchenburg. Die Mauern um den Friedhof stammen aus dem 16. Jahrhundert und waren doppelt so hoch wie heute. Außerhalb der Mauern gab es zusätzlich zwei Wehrgräben. Ein Rest der Wehranlage ist auch der Stumpf des Wehrturms am Eingangstor des Friedhofes.
Ein mit einem romanischen Tonnengewölbe überspannter Chorraum, der 4,5 Meter lang und 3,5 Meter breit ist, trägt den Kirchturm. Vor seiner Zerstörung war der Turm mit einer Höhe von 46 Metern Ortsbild prägend. Er hatte einen beschieferten, achteckigen Spitzhelm, der unten von vier kleinen Ecktürmchen umgeben war. Beim Wiederaufbau wurde die Turmhöhe vermindert und ein niedriges Zeltdach mit roten Ziegeln aufgesetzt. Das 14,5 Meter lange und acht Meter breite Kirchenschiff ist durch einen zwei Meter breiten Triumphbogen vom Altarraum getrennt. Eine Holzbalkendecke, auf massiven Sandsteinwänden mit rundbogigen Fenster- und Türöffnungen liegend, überspannt das Kircheninnere.
Das Buntglasfenster im Chorraum zeigt den auferstandenen Herrn Christus. Die Orgel errichtete 1965 der Gothaer Orgelbaumeister Rudolf Böhm. Die drei Eisenhartgussglocken im Kirchturm wurden 1962 gegossen.